# یواس‌اس واشتوکنا (وای‌تی‌بی-۸۲۶)
یواس‌اس واشتوکنا (وای‌تی‌بی-۸۲۶) (به انگلیسی: USS Washtucna (YTB-826)) یک کشتی است که طول آن ۱۰۸ فوت (۳۳ متر) می‌باشد. این کشتی در سال ۱۹۷۳ ساخته شد.